# Dassault Mirage F1
Дассо «Міраж» F1 (англ. Dassault Mirage F1) — легкий багатоцільовий винищувач, розроблений французькою авіабудівної фірмою Dassault Aviation у 1960-х роках. У 1970-х роках був основним винищувачем ВПС Франції, доки на озброєння не надійшов багатоцільовий винищувач «Міраж 2000». 14 липня 2014 був списаний останній Mirage F1 ВПС Франції.
Всього було побудовано понад 720 літаків, поставлявся на експорт в 12 країн світу, застосовувався у ряді військових конфліктів (зокрема обома сторонами в ірано-іракській війні та війні у Чаді).

## Характеристики
Загальні характеристики
- Команда: 1
- Довжина: 15.30 м
- Розмах крил: 8.40 м
- Висота: 4.50 м
- Площа крил: 25.00 м²
- Маса порожнього: 7,400 кг
- Маса навантаженого: 10,900 кг
- Максимальна злітна маса: 16,200 кг
- Силовий агрегат: 1 × SNECMA Atar 9K-50 турбореактивний форсажний двигун
  - Безфорсажна тяга: 49.03 кН (5000 кгс)
  - Форсажна тяга: 70.6 кН (7200 кгс)

Польотні характеристики
- Максимальна швидкість: 2.2М (2,338 км/год) на висоті 11,000 м
- Бойовий радіус:
  - 425 км в режимі «високо-низько-високо» на швидкості 0.75/0.88М з навантаженням 14 × 250 кг бомб
  - 700 км в режимі «низько-низько» з навантаженням 1 × АМ.39 и 2 × 1200 л ППБ (підвісний паливний бак)
- Максимальна дальність польоту: 3200 км
- Тривалість польоту: 3 год 45 хв
- Тривалість патрулювання: 2 год 15 хв (з навантаженням 2 × Matra R530 и 1 × 1200 л ППБ)
- Практична стеля: 20000 м
- Швидкопідйомність: 242 м/с на висоті

Озброєння:
- Стрілецько-гарматне: 2× 30 mm гармати DEFA 553 із запасом 125 набоїв на гармату

В наявності 7 точок підвішування:
- 1 під фюзеляжем з навантаженням 2100 кг
- 2 внутрішні під крилом з навантаженням по 1300 кг
- 2 зовнішні під крилом з навантаженням по 550 кг
- 2 на кінцях крила для ракет «повітря-повітря») з навантаженням по 150 кг
- Бойове навантаження: 4000 кг
- Керовані ракети:
  - ракети «повітря-земля»: 1 × AS.37 Martel або AS.30 (або АМ.39 чи AS.30L в експортному варіанті)
  - ракети «повітря-повітря»:
    - 2 × Matra R530 и
    - 2 × R550 Magic или AIM-9
- Некеровані ракети: 4 блоки Matra з 18 × 68 мм ракетами
- Бомби: вільнопадаючі
- 8 × 454 кг фугасних бомб
- 14 × 250 кг фугасних бомб
- 6 × 600 л баків з напалмом
- Підвісні паливні баки: 3 × 1200 л